# Гаряча лава (гра)

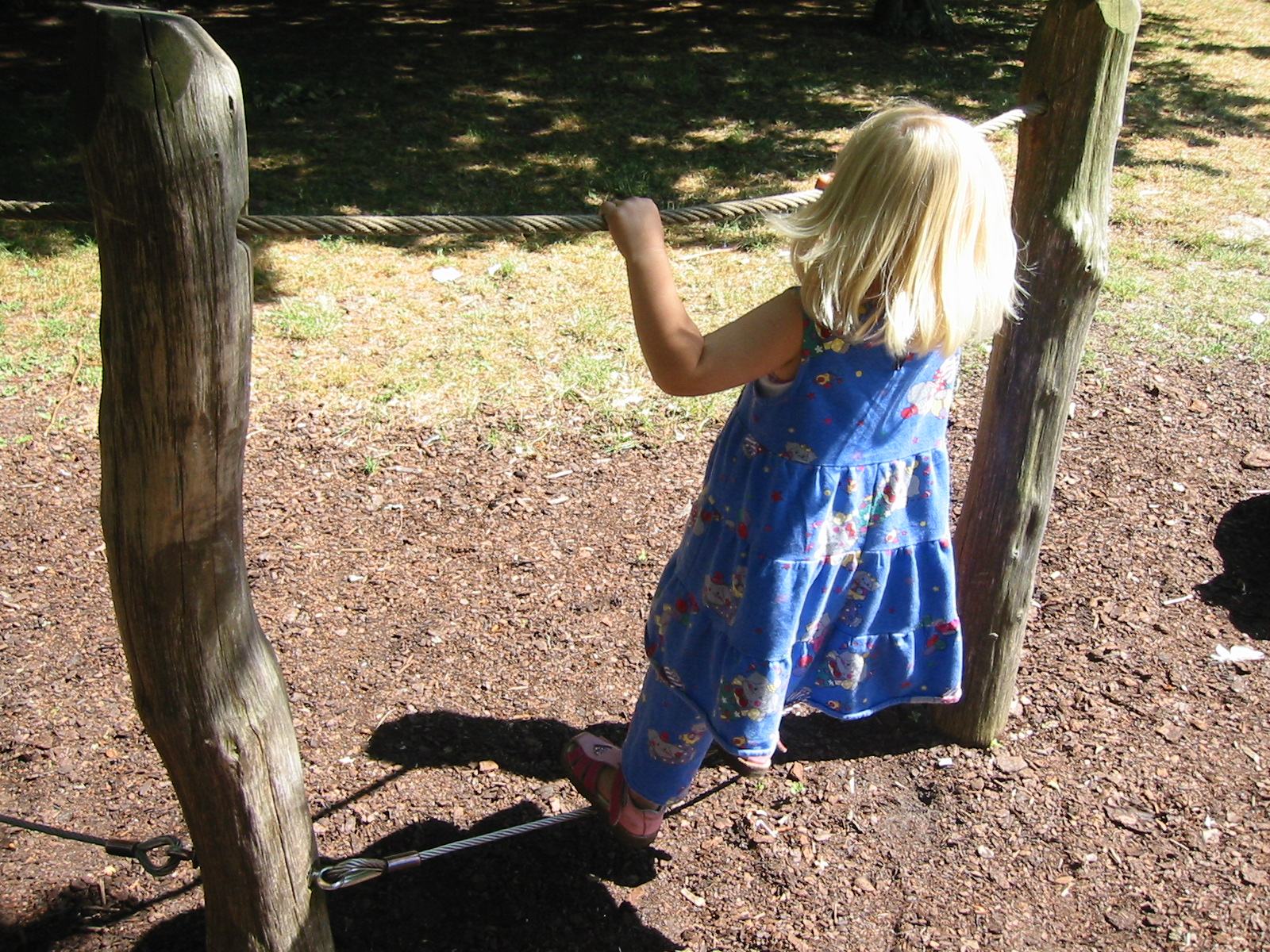
У грі головне не контактувати з небезпечною поверхнею

Гаряча лава або Підлога — лава (англ. «Hot lava», «The floor is lava») — дитяча гра, де учасники уявляють, що підлога або земна поверхня, на якій вони стоять, зроблена з лави чи іншої небезпечної речовини (кислота, болото, сипучі піски тощо) та протягом визначеного часу (зазвичай 5 секунд) повинні покинути поверхню, щоб не «постраждати» від небезпечних наслідків, яких завдає речовина.
Найбільш ранній варіант гри можна знайти у короткій новелі «Бажання» Роальда Дала від 1948 року.

## Правила
Грати в гру можна як у закритих приміщеннях, так і у відкритому просторі, що ще більш ускладнює її умови. Кількість учасників є необмеженою. Зазвичай участь у грі беруть двоє осіб. Будь-хто з учасників, як правило, несподівано та в недоречний момент промовляє ключове слово «Гаряча лава», «Підлога — лава» тощо, після чого в інших учасників є 5 секунд для того, щоб втекти з «небезпечної»  поверхні. Гравці не можуть залишатися на місці, а обов'язково мають шукати безпечне місце. Безпечними вважаються всі об'єкти, предмети та поверхні, які запобігають прямого контакту гравців із земною поверхнею, що була оголошена небезпечною. Гравці можуть створювати перешкоди, щоб зробити гру більш складною. Варіація перешкод залежить від фантазії учасників. 

## Популярність
Гра є популярною не лише серед дітей, а й дорослих. Саме через останніх вона набула особливого розважально-гумористичного характеру. По всьому світі люди різного віку грають в цю гру. Дорослі люди, рятуючись від загрози, стрибають на каси в супермаркетах, на прилавки магазинів, капоти автомобілів, у сміттєві баки тощо.
У 2002 році фрагмент гри був згаданий в рекламі зубної пасти зі збірки американських коміксів. 2004 року вийшов епізод культового мультсеріалу «Сімпсони», де герої грали гру «Підлога — це лава». Не без допомоги господарів у гру грають навіть домашні тварини.